# Crossac
 Crossac  es una población y comuna francesa, situada en la región de Países del Loira, departamento de Loira Atlántico, en el distrito de Saint-Nazaire y cantón de Pontchâteau.

## Demografía
| 1517 | 1558 | 1658 | 2067 | 2277 | 2136 |
| Para los censos de 1962 a 1999 la población legal corresponde a la población sin duplicidades (Fuente: INSEE [Consultar]) |      |      |      |      |      |